# Музикашвили, Алико Анзорович
Алико Анзорович Музикашвили (Мутошвили) (1964, Джоколо, Ахметский район — 21 июля 1994, Грозный) — советский борец вольного стиля, бронзовый призёр чемпионата СССР, мастер спорта СССР международного класса. Выступал в полутяжёлой весовой категории.

## Биография
Чеченец. Родился в 1964 году в селении Джоколо в Панкисском ущелье Грузии в семье Анзора и Ламары. Вскоре семья переехала в Грозный, где в 1978 году Музикашвили начал тренироваться под руководством Заслуженного тренера СССР Дэги Багаева. В 1981 году Музикашвили с блеском выступил на первенстве СССР среди юношей в Караганде, после чего его стали приглашать известные борцовские школы по всему Союзу, но он остался предан своему тренеру.
В 1982 году Музикашвили одержал убедительную победу на первенстве СССР среди юниоров в Ташкенте и завоевал путёвку на первенство мира в Колорадо-Спрингс (США). Выступление на первенстве мира также было успешным — Музикашвили стал чемпионом мира среди юниоров.
В 17 лет Музикашвили выполнил норматив мастера спорта СССР. В 18 лет его призвали в армию. Службу он проходил в Грозном. Его тренировали Дэги Багаев и Асланбек Бисултанов. Музикашвили дважды становился чемпионом России, призёром Кубка СССР, побеждал на международных турнирах. В 1985 году на чемпионате СССР в Якутске он стал бронзовым призёром.
В 1987 году он оставил спорт, после чего работал в частном кооперативе, женился. В 1992 году в семье родился сын, а ещё через два года — дочь. 21 июля 1994 года Музикашвили погиб в автокатастрофе. Его похоронили в селе Пригородное (Чечня).

## Спортивные результаты
- Первенство СССР среди юношей 1981 года —  (Караганда);
- Первенство СССР среди юниоров 1982 года —  (Ташкент);
- Первенство мира среди юниоров 1982 года —  (Колорадо-Спрингс);
- Чемпионат СССР по вольной борьбе 1985 года —  (Якутск);